# Sachsenring (azienda)
La VEB Sachsenring Automobilwerk Zwickau (dal tedesco, Fabbrica Automobilistica Sachsenring di Zwickau) era una casa automobilistica tedesca attiva con tale ragione sociale dal 1958 al 1990, ma già presente nello stesso fabbricato con altre ragioni sociali da diversi decenni. Dopo il 1990, rimase operativa nel settore dell'automobile, ma con altre ragioni sociali, sempre integranti il nome "Sachsenring".

## Storia

### Preistoria della Sachsenring: la fabbrica Horch

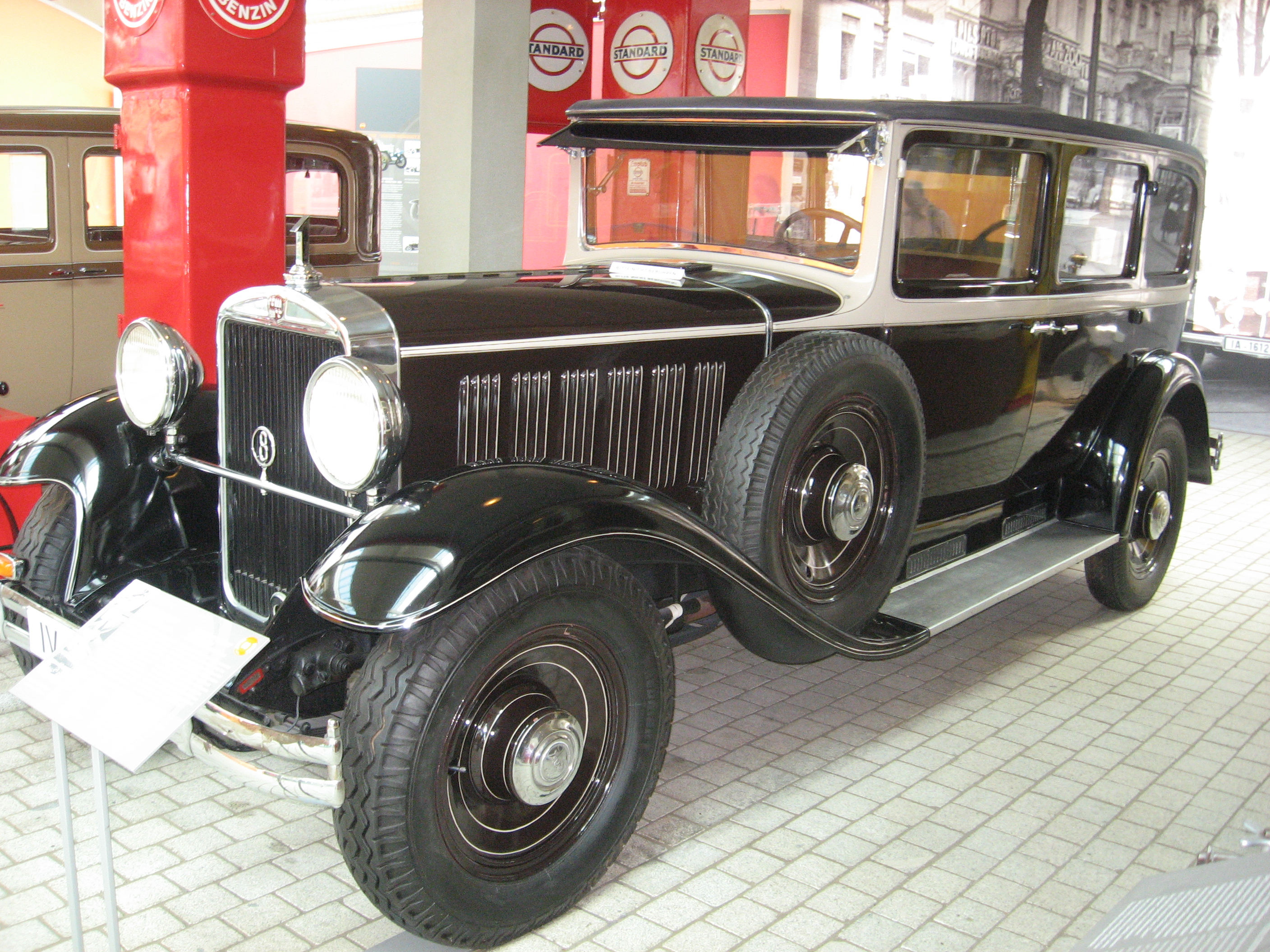
Una Horch 305, facente parte della gamma della Horch 8

La Sachsenring intesa come azienda fu una realtà industriale che nacque e si sviluppò nel corso del secondo dopoguerra, ma che sfruttò il precedente stabilimento Horch di Zwickau. La Horch fu una Casa automobilistica nota negli anni venti e trenta per le sue vetture di lusso che andavano a competere faccia a faccia con le contemporanee Mercedes-Benz. Emblematica fu la produzione della Horch 8, sicuramente il modello più famoso della produzione Horch di quegli anni, con la cifra "8" che indicava il numero di cilindri del suo motore e che veniva integrata assieme al classico logo Horch (una "H" sormontata da una corona). Nel 1932, per fronteggiare le pesanti conseguenze della Grande depressione, la Horch si unì assieme ad altre tre Case tedesche site in Sassonia (DKW, Wanderer e Audi) a formare il conglomerato industriale della Auto Union. L'Auto Union non impose mai l'uso esclusivo del suo logo a quattro anelli nei modelli stradali, ma lo abbinò sempre al nome del marchio utilizzato per questo o quell'altro modello. E così, anche la Horch mantenne vivo il proprio nome e continuò a produrre nel proprio originario stabilimento di Zwickau fino allo scoppio della seconda guerra mondiale.

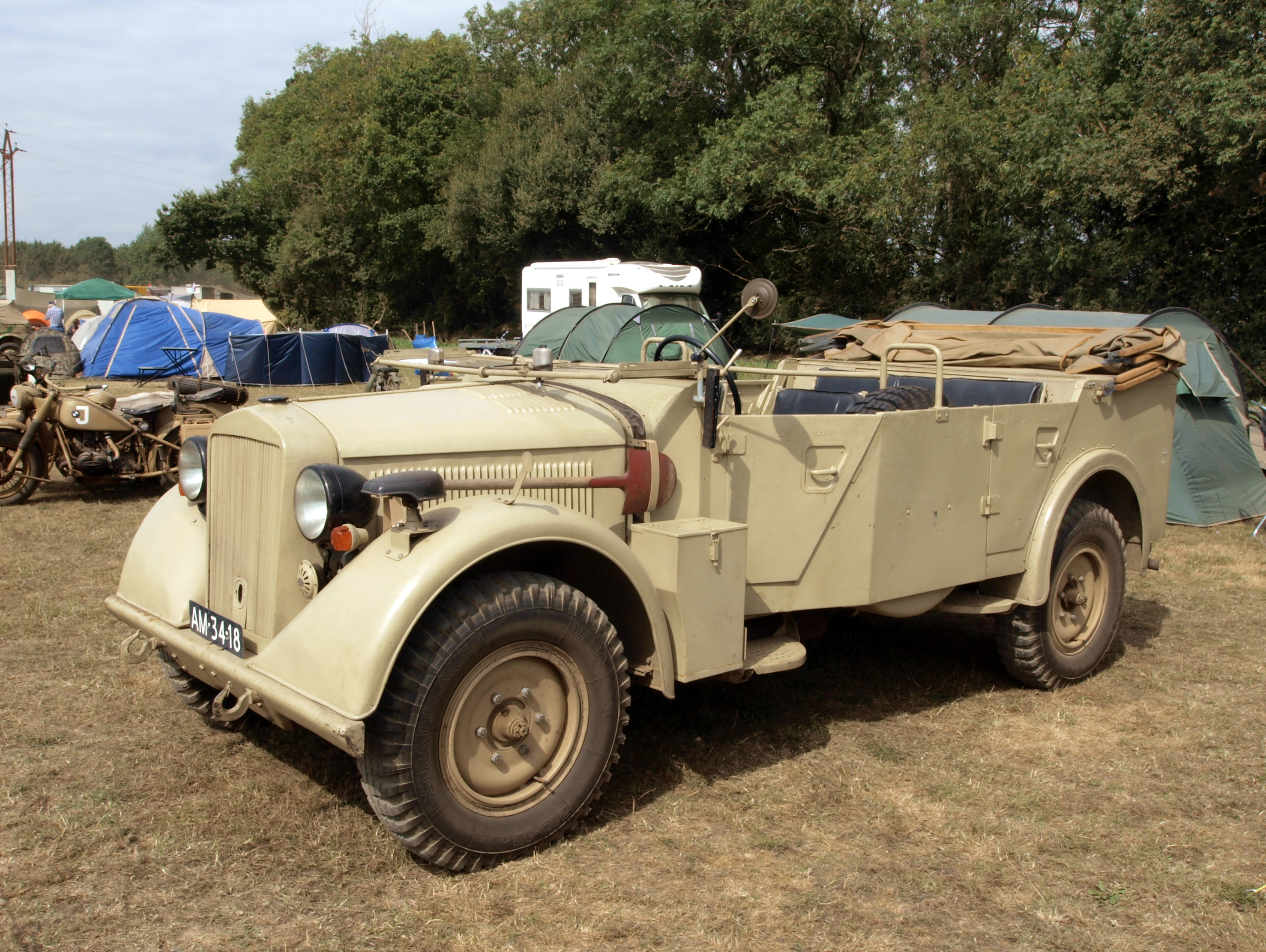
Una Horch 901

Già da qualche anno, l'inasprirsi delle tensioni politiche nei confronti della Germania nazista, portò ad una corsa agli armamenti da parte di molte nazioni europee e non solo. Il regime di Hitler, dal canto suo, commissionò a molte case automobilistiche la progettazione di mezzi militari, per cui già dalla seconda metà degli anni trenta non furono pochi i costruttori che assemblavano mezzi militari a fianco alla normale produzione automobilistica. La Horch non fece eccezione e già dal 1935 comparvero i primi autocarri 901, poi evolutisi ulteriormente a guerra già cominciata. Durante il conflitto, lo stabilimento Horch fu convertito interamente alla produzione di autocarri e kübelwagen. Tipici di questo periodo furono appunto il già menzionato 901, qui giunto alla sua evoluzione denominata "Typ 40", e il 108. Nell'ultimo periodo della guerra, quando vi fu anche il coinvolgimento degli USA, la fabbrica Horch di Zwickau fu sottoposta a pesanti bombardamenti che danneggiarono circa il 50% del fabbricato rendendolo inagibile.

### La rinascita dopo la guerra - L'avvento della Sachsenring

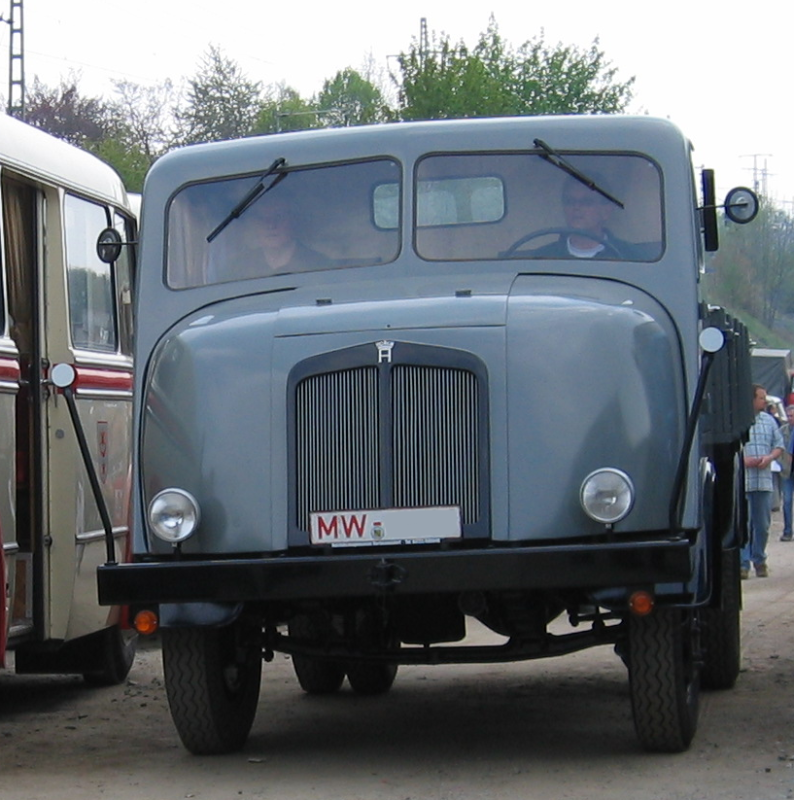
L'autocarro H3 prodotto nell'ex fabbrica Horch

La fine della guerra vide la Germania in ginocchio e il suo apparato industriale quasi completamente in rovina. Che si trattasse di Germania Occidentale od Orientale, l'imperativo fu quello di ricostruire. La fabbrica Horch non fece eccezione e dopo essere stata ricostruita fu annessa ad un nuovo conglomerato industriale, quello della IFA, che inglobò tra gli altri, tutti gli stabilimenti in territorio sassone che una volta facevano parte dell'Auto Union. Quest'ultima, dal canto suo, fu rifondata in Baviera da vecchi dirigenti Auto Union fuggiti frettolosamente dalla Sassonia. Quanto alla IFA, essa nazionalizzò tutte le imprese annesse e le ribattezzò con nuove ragioni sociali, contenenti però i vecchi marchi. E così, la ex fabbrica Horch divenne VEB Horch Kraftfahrzeug- und Motorenwerke Zwickau e a partire dal 1947 fu assegnata alla produzione di autocarri, sfruttando le linee di montaggio rimaste integre ed impostate sulla base della produzione bellica nell'ormai ex impianto Horch. Questi autocarri non utilizzarono il marchio Horch, ma quello della IFA per quanto riguarda la denominazione assegnata ai modelli. Tuttavia il logo recante la "H" coronata, tipico delle Horch d'anteguerra, venne nuovamente riutilizzato, anche se in maniera del tutto abusiva. Il primo autocarro prodotto fu l'H3, seguito dalla sua naturale evoluzione, l'H3A. Si trattava di autocarri per carichi non esageratamente gravosi: alla produzione di mezzi con portate superiori pensarono altre fabbriche finite anch'esse nell'orbita della IFA. Nei primi anni di attività postbellica dell'ex impianto Horch, furono assemblati anche i trattori agricoli Pionier, la cui produzione sarebbe stata in seguito trasferita alla fabbrica Schlepper di Nordhausen.

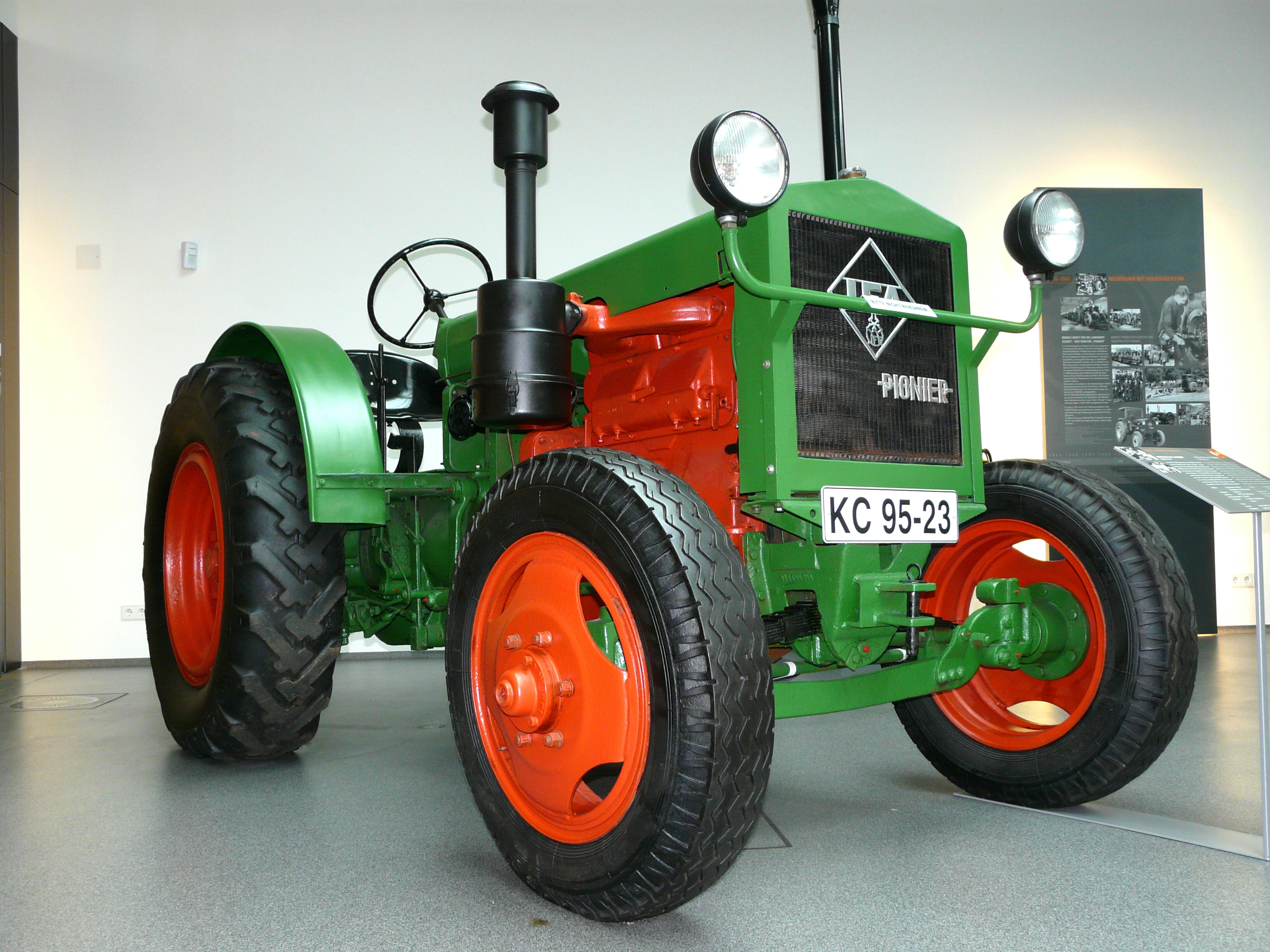
Il trattore Pionier RS-01, prodotto anch'esso alla VEB Horch Kraftfahrzeug- und Motorenwerke Zwickau

Durante la prima metà degli anni cinquanta, si cominciò a pensare di estendere la produzione ad un'autovettura di fascia alta che andasse a colmare il vuoto che di lì a non molto si sarebbe creato con l'uscita di produzione della EMW 340, una rielaborazione della vecchia BMW 326 d'anteguerra. Fu così che nel 1956 nacque la P240, che durante il primo anno di carriera fu commercializzata con il marchio Horch, un approccio del tutto abusivo che non mancò di suscitare l'indignazione della dirigenza Auto Union a Dingolfing, la quale intentò una causa legale nei confronti della ex fabbrica Horch, la quale fu costretta sia a cambiare marchio alla sua vettura, sia a cambiare ragione sociale alla sua fabbrica di Zwickau. In conseguenza di ciò, nel 1957 la ex fabbrica Horch fu ribattezzata come VEB Sachsenring Kraftfahrzeug- und Motorenwerk Zwickau, perdendo così per sempre l'antico e glorioso marchio, ma sancendo la nascita del nuovo marchio Sachsenring. Già negli anni immediatamente precedenti, la IFA fu costretta sempre dall'Auto Union a cambiare la ragione sociale dell'ex fabbrica Audi, sempre a Zwickau, in AWZ e dalla BMW a cambiare nome alla sua ex fabbrica sita ad Eisenach in EMW.

### L'affermazione con la Trabant

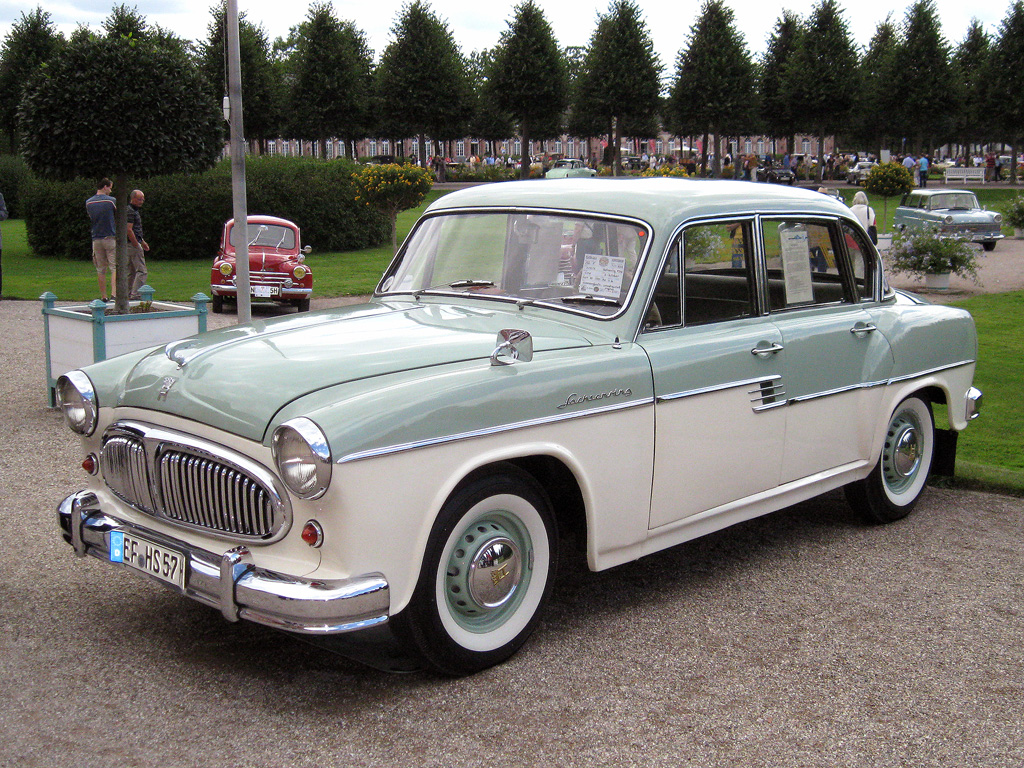
La sfortunata ammiraglia P240

Si entrò così in un periodo di lavoro febbrile e di attività frenetica, non solo per la Sachsenring: se infatti quest'ultima fu alle prese con il flop commerciale della P240, troppo costosa per le esigue possibilità economiche della maggior parte della popolazione tedesco orientale, la vicina AWZ aveva in fase avanzata un nuovo progetto relativo all'erede della sua P70, la futura Trabant. Entro la fine del 1957, le prime P50 di preserie cominciarono ad uscire dall'ex fabbrica Audi e contemporaneamente si aprì una lunga serie di riunioni tra i direttivi di AWZ e Sachsenring allo scopo di trovare una soluzione ottimale per il futuro industriale e commerciale dell'una e dell'altra azienda. Poiché le previsioni produttive della Trabant furono abbastanza rosee, in virtù del prezzo basso fissato, si valutò che il solo impianto AWZ non sarebbe bastato per coprire la domanda prevista, per cui venne stretto un accordo con la Sachsenring in maniera tale da dirottare parte della produzione AWZ nell'ex fabbrica Horch. A tale scopo, il 1º maggio 1958 venne ufficializzata l'unione tra Sachsenring Kraftfahrzeug- und Motorenwerk Zwickau ed Automobilwerk Zwickau, che diede così vita ad una nuova realtà industriale denominata VEB Sachsenring Automobilwerk Zwickau. Contemporaneamente cessò la produzione di autocarri, la quale fu dirottata presso gli stabilimenti Ernst Grube di Werdau, mentre si consumò l'ultimo anno di produzione della P240 e della piccola P70, ex modello AWZ la cui produzione tra il 1958 ed il 1959 fu anch'essa trasferita presso la Sachsenring, secondo gli accordi tra le due parti (di fatto, la P70, durante il suo ultimo anno di produzione, assunse il marchio Sachsenring). Fu un periodo impegnativo per la dirigenza della Sachsenring, che dovette anche provvedere alla riorganizzazione della produzione della P50. A tale scopo, la produzione venne suddivisa fra tre stabilimenti, i due che si erano uniti a formare la Sachsenring più la ex carrozzeria Schumann. In particolare:

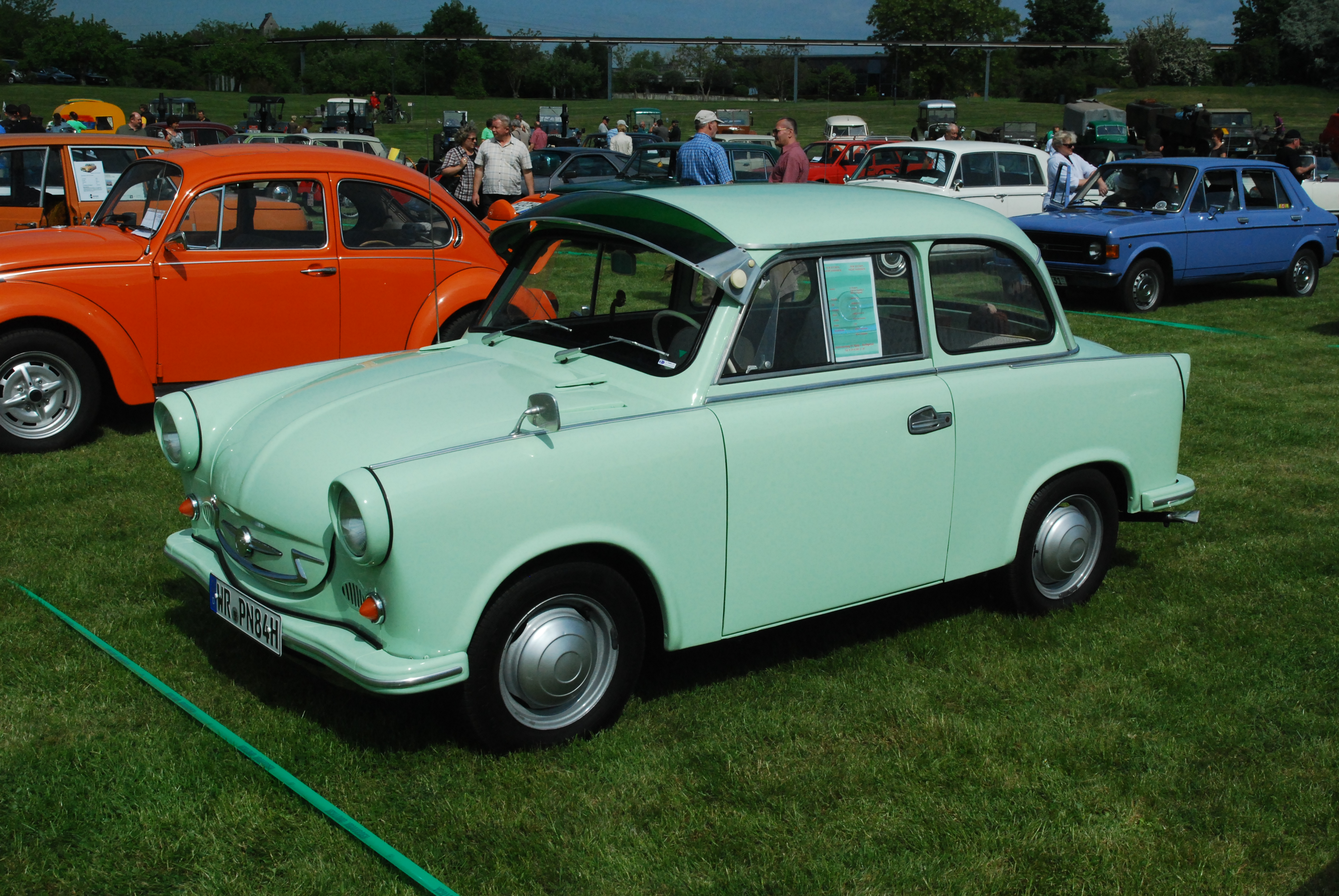
Una Trabant P50

- l'ex impianto della Horch fu adibito allo stampaggio delle parti in lamiera che costituiranno l'ossatura della Trabant, alla messa a punto delle parti meccaniche e ai telai;
- la ex carrozzeria Schumann fu adibita alla lavorazione del Duroplast, ed alla realizzazione dei pannelli carrozzeria realizzati con tale materiale;
- l'ex impianto Audi (ed ex AWZ) fu adibito principalmente all'assemblaggio finale, alla messa a punto degli esemplari finiti ed alla loro distribuzione, ma anche alla messa a punto di alcune parti meccaniche non comprese nei compiti assegnati all'ex fabbrica Horch.

Le previsioni della dirigenza della Sachsenring a proposito dei riscontri industriali e commerciali della P50 si rivelarono fondate. La vettura ottenne un gran successo di vendite anche in una realtà sociale economicamente precaria come quella della DDR. Negli anni successivi, la gamma della P50 evolse nella P60, più conosciuta come Trabant 600, e successivamente nella Trabant 601. Purtroppo, però, la Trabant 601 costituirà anche l'ultimo progetto di automobile ad essere portato avanti e sviluppato dalla Sachsenring. Durante gli anni sessanta, anni settanta e anni ottanta, la Trabant 601 non subirà aggiornamenti consistenti e l'unico veramente degno di nota sarà quello relativo alle ultimissime Trabant prodotte fra il 1990 ed il 1991, che rinunceranno all'antiquato motore a due tempi in favore di un'unità da 1.1 litri di origine Volkswagen Polo. In realtà, nel corso dei decenni, vi furono dei tentativi di far evolvere la Trabant verso modelli più moderni. Alla Sachsenring vennero progettati prototipi di Trabant con carrozzeria a due volumi, con motori a due tempi, a quattro tempi o persino di tipo Wankel. Tutti questi progetti vennero interrotti. Anche l'ambizioso progetto P760 sviluppato congiuntamente da Sachsenring, AWE e Škoda non ebbe un seguito: giunse solo alla realizzazione del cosiddetto prototipo RGW-Auto del 1970 che avrebbe dovuto concretizzarsi successivamente in un modello destinato a sostituire in un colpo solo la Trabant, la Wartburg 353 e la Škoda Serie 100, ma venne improvvisamente interrotto. Anche i successivi tentativi di riesumare questo progetto in modo da farlo evolvere autonomamente ebbero come risultato un nulla di fatto.

### Gli anni della Germania unificata

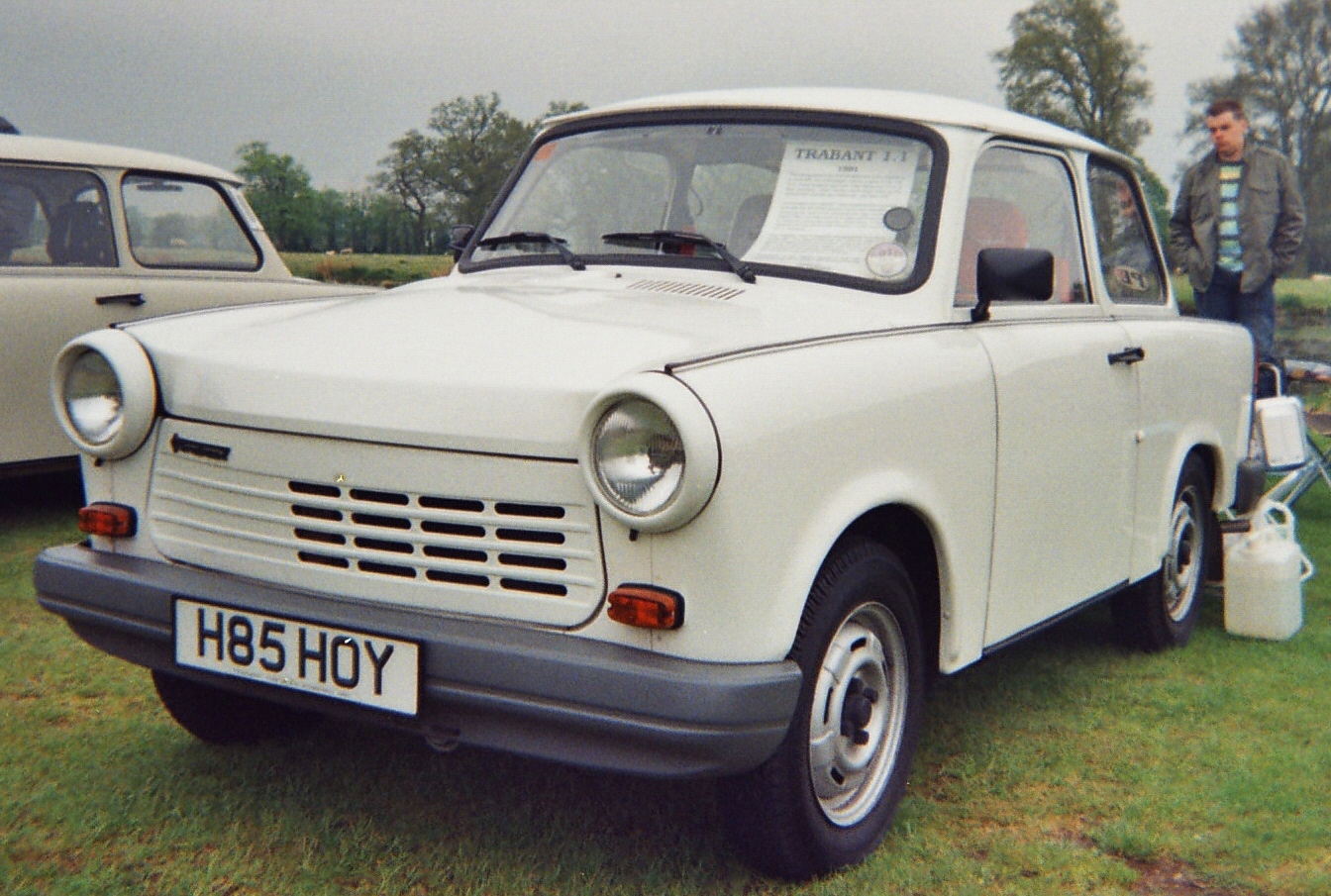
Una Trabant con motore 1.1, ultima evoluzione della popolare utilitaria di Zwickau

Negli anni ottanta, la Sachsenring vide la nascita di un nuovo stabilimento nel quartiere Mosel di Zwickau. Nel 1984 fu raggiunto un accordo con la Volkswagen per la produzione su licenza del già citato motore 1.1 di origine Polo. La produzione sarebbe stata assegnata alla fabbrica Barkas, nota in Germania per la produzione di furgoni ed autocarri leggeri. Questa piccola finestra sull'occidente che di colpo si aprì dinanzi alla Sachsenring fu il presagio di ciò che sarebbe accaduto poco tempo dopo: alla fine del 1989 vi fu il crollo del Muro di Berlino, la premessa fondamentale alla riunificazione della due Germanie, fatto che venne ufficializzato il 3 ottobre 1990. Ma già a luglio, la Sachsenring cessò di essere nazionalizzata e cambiò ragione sociale in Sachsenring Automobilwerke GmbH, la quale cercò nuovamente di far evolvere la Trabant, ma ormai i tempi erano cambiati, la vetturetta simbolo dell'ascesa e della caduta della Germania dell'Est non avrebbe avuto mercato nella ritrovata Europa occidentale, la quale nel frattempo era andata avanti con il progresso e stava anzi preparandosi a varare il suo primo piano di normative antinquinamento, quello relativo alla direttiva Euro 1 che sarebbe entrato in vigore a partire dal 1º gennaio 1993. Per questo, la Sachsenring cessò la produzione di veicoli il 30 aprile 1991. Lo stabilimento Sachsenring del quartiere Mosel venne rilevato dalla Volkswagen, che vi fondò la Volkswagen Sachsen. Nel 1993 l'originario stabilimento Sachsenring, invece, divenne sede della Sachsenring Automobiltechnik GmbH, una società a responsabilità limitata durante i primi tre anni della sua nuova vita. La sfera di attività della neonata azienda fu quella di produttrice e fornitrice di ricambi per automobili. Nel 1996 la Sachsenring divenne una società per azioni e nel 1999 fu fondata una seconda azienda figlia, la Sachsenring Fahrzeugtechnik GmbH. All'inizio del nuovo secolo, la Sachsenring cominciò a rilevare le quote di maggioranza di alcune aziende in difficoltà, come ad esempio nel caso della NAW, della quale fu acquistato il 51% del pacchetto azionario. Queste operazioni di acquisizione avevano come obiettivo quello di espandere il campo di attività della Sachsenring, ma nel giro di breve tempo la cosa si ritorse contro l'azienda di Zwickau, gettandola in serie difficoltà finanziarie, in quanto non più in grado di onorare le sue obbligazioni. Il 30 maggio 2002 fu posta in stato di insolvenza, la situazione fu tale che neppure i dipendenti videro uno stipendio per diverso tempo. I fratelli Rittinghaus, proprietari della Sachsenring, furono accusati di falso in bilancio ed appropriazione indebita, e trascinati in tribunale. Tuttavia il processo si concluse con un'assoluzione in quanto i legali dei fratelli Rittinghaus riuscirono a smontare l'impianto accusatorio.
Nel 2006 la Sachsenring fu rilevata per intero dalla Härterei und Qualitätsmanagement GmbH (HQM), che la trasformò in HQM Sachsenring GmbH, ancora una volta dedicata alla produzione di componenti per auto, in particolare per la Volkswagen. Ma nel 2013 si arrivò nuovamente all'insolvenza. A questo punto, la HQM Sachsenring fu venduta in tre parti: nel luglio 2014 la divisione relativa al preassemblaggio di componenti e alla produzione di cerniere per portiere divenne di proprietà della Tube Technology System AG. La divisione componenti meccaniche cessò invece la sua attività un mese dopo, mentre nello stesso periodo la divisione carrozzerie fu rilevata da Stefan Zubcic, che ne fece una nuova attività, la Sachsenring Karosseriemodule GmbH, così l'antico nome utilizzato quasi da 60 anni fu mantenuto ancora una volta.